# Ethnien in Pakistan

Ethnische Karte von Pakistan (vereinfacht)

Größte ethnische Gruppe nach Distrikt, Volkszählung 2017

Pakistan ist ein Vielvölkerstaat, in dem keine ethnische Gruppe die absolute Mehrheit hat. Pakistan ist daher kein ethnischer Nationalstaat, die Idee des Staates Pakistan bestand darin, einen unabhängigen Staat für die muslimischen Völker von Britisch-Indien aufzubauen. Die größten ethnischen Gruppen sind die Panjabis, Sindhi, Paschtunen, Muhajir und Belutschen, daneben gibt es noch dutzende weitere kleinere ethnische Gruppen. Viele Völker, insbesondere Belutschen und Sindhi, streben nach eigenen Staaten, da sie sich sprachlich und kulturell gegenüber den Muhajir benachteiligt fühlen, daher gab es in den letzten Jahrzehnten immer wieder Spannungen und Gewaltaktionen.

## Ethnische Gruppen

### Indoarische Völker
Wie üblich auf dem indischen Subkontinent, machen indoarische Völker die große Mehrheit aus. Die größte ethnische Gruppe machen mit etwa 80 bis 100 Millionen Menschen die Punjabi aus. Anders als in Indien sind sie meist sunnitisch, außerdem sind sie in vielen Stämmen aufgeteilt. Deren Sprache, Panjabi, hat keinen gesetzlichen Status und die Schriftsprache hat kaum eine Bedeutung, einige Dialekte sind gegenseitig kaum verständlich.

Die zweitgrößte Bevölkerungsgruppe Pakistans sind die Sindhi, die vor allem in der Provinz Sindh im Süden der islamischen Republik leben. Viele sehen ihre Sprache und Kultur gegenüber den Urdu-Sprechern (Muhajir) benachteiligt, daher sind sie in der Unrepresented Nations and Peoples Organization. Sie streben nach mehr Autonomie oder einen unabhängigen Nationalstaat (Sindhistan).
Die viertgrößte Ethnie Pakistans machen die Muhajir aus, also muslimische Inder, die nach der Teilung Britisch-Indiens in Indien und Pakistan nach Pakistan ausgewandert sind. Sie sprechen Urdu, die Amtssprache Pakistans, welche schon lange vor der Teilung Indiens eine Lingua Franca zwischen den indischen Muslimen war. Urdu ist eine Varietät von Hindi mit der persoarabischen Schrift und vielen persischen und arabischen Lehnwörtern, welche von den persischen und türkischen Herrschern im Mittelalter und der frühen Neuzeit eingeführt wurde.
Die Muhajir leben meist in den Großstädten und sind die politisch einflussreichste Ethnie des Landes.
Daneben gibt es noch zahlreiche weitere indoarische Völker, darunter die Dardischen Völker im Norden (Kho, Shina, Kashmiri, Kohistani, Kalasha, Bateri u. a.), die Hindko oder die zahlreichen, teilweise nomadischen Völker im Süden, dazu kommen Gujarati und Bengalen, die in den letzten 100 Jahren eingewandert sind.

### Iranische Völker
Neben den indoarischen Völkern leben auch einige iranische Völker im Westen Pakistans, darunter Paschtunen, Belutschen und Hazara.
Die Paschtunen leben vor allem im Westen, insbesondere in Khyber Pakhtunkhwa und machen die größte iranische Ethnie in Pakistan aus. Viele von ihnen sind streng islamisch. Ihre Anzahl liegt bei gut 14 %, ihre genaue Zahl ist wegen der hohen Zahl an illegalen afghanischen Flüchtlingen unbekannt. Einige Paschtunen wünschen sich einen paschtunischen Nationalstaat zusammen mit den Paschtunen in Afghanistan.

Ebenfalls eine große Anzahl machen die Belutschen aus, deren Anzahl in Pakistan 6 bis 7 Millionen beträgt. Sie leben meistens in der Provinz Belutschistan und sprechen Belutschisch, eine westiranische Sprache, die mit Kurdisch nah verwandt ist. Belutschische Separatisten sorgen immer wieder für Unruhen wegen der Bestrebens eines eigenen Nationalstaats. Viele sind wegen des Konflikts nach Europa oder Iran ausgewandert. Auch in Deutschland gibt es Demonstrationen für die Unabhängigkeit von Belutschistan.
Persisch gehört neben Paschtu und Belutschisch zu den am meisten verbreiteten iranischen Sprachen Pakistans und wird von den Hazara, Tadschiken, schiitischen Persern, Parsen und Dehwar. gesprochen. Die beiden erstgenannten sind in der Regel Flüchtlinge aus Afghanistan. Vor allem die Hazara, die meist in und um Quetta leben, werden wegen ihrer schiitischen Konfession und ihrer Herkunft diskriminiert. Manchmal werden sie sogar Opfer von Waffengewalt. Die schiitischen Perser und Parsen leben teilweise seit vielen Jahrhunderten auf dem Gebiet des heutigen Pakistans. Die Dehwar leben vor allem in Belutschistan und sprechen einen persischen Dialekt (Dehwari).
In den bergigen Gebieten im Nordwesten Pakistans werden einige ostiranische Sprachen gesprochen (z. B. Wanetsi, Ormuri, Yidgha, Wakhi, Munji), die teilweise vom Aussterben bedroht sind.

### Andere Volksgruppen
Die größte nicht-indogermanische Volksgruppe sind die dravidischen Brahui, die rund 1,6 % der Bevölkerung ausmachen und vor allem in der Provinz Belutschistan leben. Im Norden (Gilgit-Baltistan) leben einige sino-tibetische Völker wie die Purik oder die Balti und Bhotia.
Auch einige Turkstämmige, vor allem Usbeken (1 Million), leben in Pakistan. Manche Turkstämmige leben seit vielen Jahrhunderten in der Region, andere, insbesondere Usbeken und Uiguren, sind Flüchtlinge aus Afghanistan und China.
Die größte kontinentaleuropäische Ethnie sind die Briten, die schon während der Kolonialzeit im damaligen Britisch-Indien lebten.
Die Nuristani, die zwar indoiranisch, aber weder iranisch noch indoarisch sind, machen nur noch einen winzig kleinen Anteil der Bevölkerung aus, die Sprachen und Kulturen sind vom Aussterben bedroht. Zu den Nuristani in Pakistan gehören Ashkun, Kati und Waigali.
Im Norden Pakistans leben etwa 100.000 Burushaki, deren Sprache als isoliert gilt.

## Tabelle
In der folgenden Tabelle sind die Ethnien mit ihrer Sprache, Religion und Anzahl (2004) zu sehen. Dies sind Schätzungen der Universität Quebec, mit Berücksichtigung von Gilgit-Baltistan, ohne das indische Unionsterritorium Jammu und Kashmir.
| Ethnie                      | Sprache                                  | Sprachfamilie      | Anzahl (absolut; 2004) | Anteil in % (2004) | Religion (Mehrheit) (Wenn nichts steht: Sunnitischer Islam) | Anmerkung |
| Punjabi                     | Panjabi, Saraiki, Lahnda u. a. Dialekte  | Indoarisch         | 77 811 199             | 46,4 %             |                                                             | Mit Saraiki und anderen Dialektgruppen, ohne Hindko                                                                                              |
| Paschtunen                  | Paschtu                                  | Iranisch           | 26 578 851             | 16,1 %             |                                                             | |
| Sindhi                      | Sindhi                                   | Indoarisch         | 22 677 170             | 13,8 %             |                                                             | |
| Muhajir                     | Urdu                                     | Indoarisch         | 11 685 583             | 7,1 %              |                                                             | |
| Belutschen                  | Belutschisch                             | Iranisch           | 6 672 959              | 3,9 %              |                                                             | |
| Hindko                      | Hindko                                   | Indoarisch         | 6 384 311              | 3,8 %              |                                                             | |
| Brahui                      | Brahui                                   | Dravidisch         | 2 640 685              | 1,6 %              |                                                             | |
| Usbeken                     | Usbekisch                                | Turksprachen       | 1 250 933              | 0,7 %              |                                                             | Zum Teil Flüchtlinge aus Afghanistan |
| Dogri                       | Dogri                                    | Indoarisch         | 938 999                | 0,5 %              |                                                             | |
| Gujarati                    | Gujarati                                 | Indoarisch         | 938 899                | 0,5 %              | Sunnitischer Islam, minderheitl. Hindus                     | Meist Nachkommen von indischen Immigranten, meist in Karatschi lebend, genaue Zahl unbekannt.                                                    |
| Shina (inkl. Kolai)         | Shina                                    | Indoarisch         | 880 249                | 0,5 %              |                                                             | |
| Purik                       | Purgi                                    | Sinotibetisch      | 407 373                | 0,2 %              | Muslimisch (Schiitisch oder sunnitisch)                     | |
| Bhotia (Balti)              | Balti                                    | Sinotibetisch      | 326 721                | 0,2 %              | Buddhismus, Hinduismus, Bön                                 | Nicht zu verwechseln mit Bhutia (Denjongka) im indischen Bundesstaat Sikkim                                                                      |
| Gujjari                     | Gujari (Sprache)                         | Indoarisch         | 300 000                | 0,1 %              |                                                             | |
| Parkari Kachchhi            | Koli Parkari                             | Indoarisch         | 275 176                | 0,1 %              |                                                             | |
| Marwari                     | Marwari (inkl. Dhatki)                   | Indoarisch         | 272 302                | 0,1 %              |                                                             | |
| Kho                         | Khowar                                   | Indoarisch         | 269 638                | 0,1 %              |                                                             | |
| Bengalen                    | Bengalisch                               | Indoarisch         | 250 373                | 0,1 %              |                                                             | Meist Einwanderer aus Bangladesch (oder früher Ostpakistan) und Indien                                                                           |
| Bagri                       | Bagri                                    | Indoarisch         | 235 413                | 0,1 %              |                                                             | |
| Shaikh (Jat)                | Jadgali                                  | Indoarisch         | 221 284                | 0,1 %              |                                                             | |
| Meghwar Bhil                | Chamari                                  | Indoarisch         | 219 108                | 0,1 %              |                                                             | |
| Irani (Parsen)              | Persisch                                 | Iranisch           | 218 000                | 0,1 %              | Zoroastrismus                                               | |
| Araber                      | Arabisch                                 | Semitisch          | 156 483                | 0,1 %              |                                                             | |
| Perser                      | Persisch                                 | Iranisch           | 142 000                | 0,0 %              | Schiitischer Islam (Mehrheit)                               | |
| Wadiyara Koli               | (Koli) Wadiyara                          | Indoarisch         | 137 596                | 0,0 %              |                                                             | |
| Kashmiri                    | Kashmiri                                 | Indoarisch         | 123 590                | 0,0 %              |                                                             | |
| Wanetsi                     | Wanetsi                                  | Iranisch           | 108 224                | 0,0 %              |                                                             | |
| Kutchi Kohli                | Koli Kachi                               | Indoarisch         | 100 227                | 0,0 %              |                                                             | |
| Hunzukuc                    | Burushaki                                | Isoliert           | 96 832                 | 0,0 %              |                                                             | |
| Torvali                     | Torwali                                  | Indoarisch         | 87 646                 | 0,0 %              |                                                             | |
| Hazara                      | Hazaragi (Persisch)                      | Iranisch           | 75 000                 | 0,0 %              | Schiitischer Islam                                          | Durch die hohe Zahl an afghanischen Flüchtlingen liegt die tatsächliche Zahl deutlich höher, man geht von bis zu 1 Million aus.                  |
| Od                          | Od                                       | Indoarisch         | 58 431                 | 0,0 %              |                                                             | |
| Kohistani                   | Kohistani (Kalami)                       | Indoarisch         | 58 431                 | 0,0 %              |                                                             | |
| Goani                       | Konkani Goani                            | Indoarisch         | 51 765                 | 0,0 %              |                                                             | |
| Bateri                      | Bateri                                   | Indoarisch         | 30 060                 | 0,0 %              |                                                             | |
| Aramäer                     | Neu-Aramäisch                            | Semitisch          | 15 648                 | 0,0 %              | Christentum (orientalische Kirchen)                         | |
| Pahari                      | Pahari-Potwari                           | Indoarisch         | 15 648                 | 0,0 %              |                                                             | |
| Rajkoti                     | Kalami                                   | Indoarisch         | 15 648                 | 0,0 %              |                                                             | |
| Sansi                       | Sansi                                    | Indoarisch         | 15 648                 | 0,0 %              |                                                             | |
| Shumashti                   | Shumashti                                | Indoarisch         | 15 648                 | 0,0 %              |                                                             | |
| Ketrani                     | Ketrani                                  | Indoarisch         | 15 648                 | 0,0 %              |                                                             | |
| Roma (inkl. Dom)            | Roma-Sprachen (meist Domari oder Romani) | Indoarisch         | 15 648                 | 0,0 %              |                                                             | Ein großer Teil der aus Indien stammenden Roma ist im Mittelalter Richtung Europa ausgewandert; keine genauen Zahlen über Roma in Asien bekannt. |
| Dehwar                      | Dehwari (Persisch)                       | Iranisch           | 14 600                 | 0,0 %              |                                                             | |
| Briten (Angelsachsen u. a.) | Englisch                                 | Germanisch         | 12 519                 | 0,0 %              | Anglikanisches Christentum                                  | Meist seit der Kolonialzeit in Pakistan |
| Palula                      | Phalura                                  | Sinotibetisch      | 11 032                 | 0,0 %              |                                                             | |
| Lassi                       | Lasi                                     | Indoarisch         | 10 954                 | 0,0 %              |                                                             | |
| Wakhi                       | Wakhi                                    | Iranisch           | 10 938                 | 0,0 %              |                                                             | |
| Turkmenen                   | Turkmenisch                              | Turksprachen       | 9 389                  | 0,0 %              |                                                             | Zum Teil Flüchtlinge aus Afghanistan |
| Ladakhi                     | Ladakhi                                  | Sinotibetisch      | 7 824                  | 0,0 %              |                                                             | |
| Uiguren                     | Uigurisch                                | Turksprachen       | 7 824                  | 0,0 %              |                                                             | Zum Teil Flüchtlinge aus China |
| Han-Chinesen                | Chinesisch                               | Sinotibetisch      | 7 762                  | 0,0 %              |                                                             | |
| Zangskar                    | Zangskari                                | Sinotibetisch      | 6 259                  | 0,0 %              |                                                             | |
| Damel                       | Dameli                                   | Indoarisch         | 6 040                  | 0,0 %              |                                                             | |
| Kati                        | Kati                                     | Nuristani-Sprachen | 6 009                  | 0,0 %              |                                                             | |
| Kalasha (Chitral)           | Kalasha                                  | Indoarisch         | 5 571                  | 0,0 %              | Kalasha-Religion                                            | |
| Ormuri                      | Ormuri                                   | Iranisch           | 5 508                  | 0,0 %              |                                                             | |
| Kalkoti                     | Kalkoti                                  | Indoarisch         | 5 101                  | 0,0 %              |                                                             | |
| Kanauri                     | Kanauri                                  | Sinotibetisch      | 4 694                  | 0,0 %              |                                                             | |
| Prasuni                     | Prasuni                                  | Sinotibetisch      | 4 694                  | 0,0 %              |                                                             | |
| Türken                      | Türkisch                                 | Turksprachen       | 4 694                  | 0,0 %              |                                                             | |
| Vaghri Koli                 | Vaghri                                   | Indoarisch         | 3 662                  | 0,0 %              |                                                             | |
| Badeshi                     | Badeshi                                  | Indoarisch         | 3 130                  | 0,0 %              |                                                             | |
| Galo                        | Kohistani                                | Indoarisch         | 2 770                  | 0,0 %              |                                                             | |
| Ushojo                      | Ushojo                                   | Indoarisch         | 2 410                  | 0,0 %              |                                                             | |
| Narisati                    | Gawar-Bati                               | Indoarisch         | 1 956                  | 0,0 %              |                                                             | |
| GESAMT                      |                                          |                    | 163 001 322            | 100 %              |                                                             | |

## Problematik

### Ethnische Konflikte
Neben dem Kaschmir-Konflikt und islamistischen Terroristen sind ethnische Konflikte ein Hauptgrund für die politische Instabilität in Pakistan. Pakistan ist ein Vielvölkerstaat, in dem keine ethnische Gruppe die absolute Mehrheit hat. Pakistan ist daher kein ethnischer Nationalstaat, die Idee des Staates Pakistan bestand darin, einen unabhängigen Staat für die muslimischen Völker von Britisch-Indien aufzubauen. Gründer dieses Staates waren die ethnischen Muhadschir, also indische Muslime, die Urdu sprechen. Deren Ziel war es, dass alle indischen Muslime in einem Staat leben und Urdu als Lingua Franca verwenden. Die Kulturen der einzelnen Ethnien wurden benachteiligt und die einheimischen Sprachen wurden nicht anerkannt, sodass die Exklave Ostpakistan, in der hauptsächlich Bengali gesprochen wurde, unabhängig wurde. Dies streben auch viele andere Völker heutzutage noch, vor allem die Belutschen und Sindhi, aber auch viele Paschtunen. Auch die Punjabi und einige Bergvölker im Norden, etwa die Balti, streben nach mehr Autonomie.

Ethnische Karte von Panjabis, Sindhi, Paschtunen und Belutschen. Viele Angehörige dieser Ethnien streben nach diesen Nationalstaaten.

Vor allem in Städten wie Quetta, wo viele Ethnien zusammen leben, gibt es immer wieder Unruhen, teilweise auch bewaffnete Aufstände, wie in vielen Nachfolgestaaten von Kolonien ohne Rücksichtnahme auf ethnische Grenzen bei der Grenzziehung. Viele Menschen identifizieren sich ungern als Pakistani und nennen ihre Ethnie oder ihre Heimatregion (z. B. Belutschistan) als Herkunft, es gibt immer wieder Diskriminierung und Gewalt zwischen den ethnischen Gruppen. Zwei Völker, die Sindhi und Belutschen, sind in der Unrepresented Nations and Peoples Organization (UNPO). Der gewalttätigste Konflikt ist der Belutschistankonflikt, bei dem es immer wieder Bombenanschläge mit zahlreichen Todesfällen gibt.
In Indien, ebenfalls ein Vielvölkerstaat und Nachfolgestaat von Britisch-Indien, gibt es deutlich weniger ethnische Konflikte, da die indische Regierung Regionalsprachen anerkennt und die Kulturen der einzelnen Völker fördert. Viele große Volksgruppen wie die Marathen, Gujarati oder Kannada streben daher kaum oder gar nicht nach Unabhängigkeit.

### Aussterben von Sprachen und ethnischen Kulturen

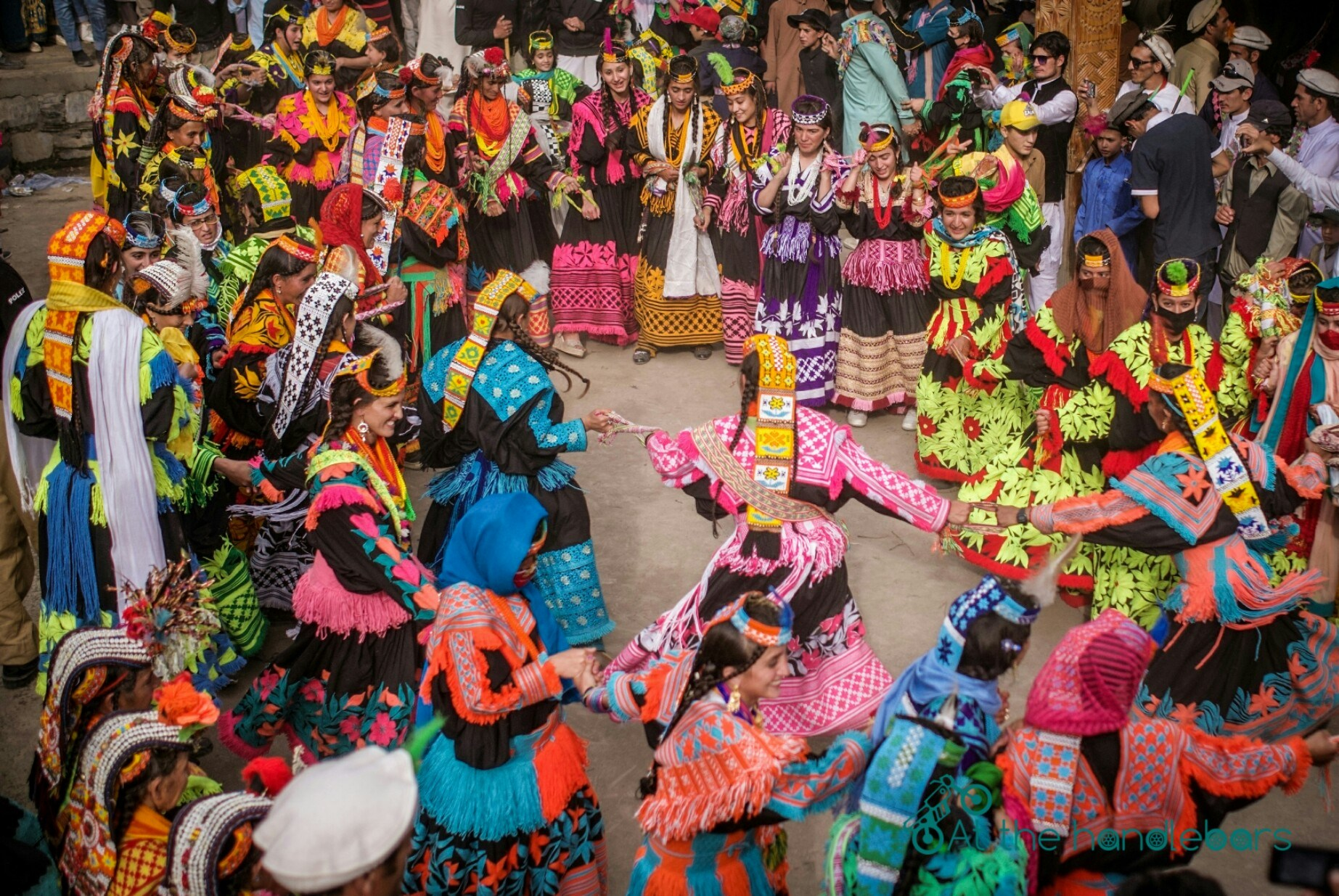
Volksfest der Kalasha von Chitral

In den Bergen im Norden und Nordwesten Pakistans leben viele Bergvölker mit einzigartiger Sprache, Kultur und teilweise auch Religion. Die bekannteste dieser Volksgruppen sind die Kalasha, die immer wieder von der muslimischen Mehrheit marginalisiert werden. Sie wurden beispielsweise für die Erdbeben in der Region Chitral beschuldigt, deren Zahl ist von 100.000 vor 100 Jahren und 10.000 in den Fünfzigern auf heute unter 3.000 zurückgegangen. Die Kultur und Sprache wird nicht gefördert und viele junge Menschen wandern in die Großstädte ab, konvertieren zum Islam und sprechen Urdu. Weitere gefährdete Sprachen und Völker sind viele kleine indische Volksgruppen wie die nomadischen Sansi, deren Zahl ebenfalls rückläufig sind, auch einige iranische Bergvölker bzw. deren Sprachen wie Yidgha und Ormuri sowie einige sinotibetische Völker im Kashmir sind bedroht.